# 日高万里
日高 万里（ひだか ばんり、1976年5月31日 - ）は、日本の漫画家。女性。愛知県豊川市出身。愛知県立御津高等学校卒業し、短大の服飾科を出ている。

## 略歴
- 1995年 - 「君をのせて」（白泉社の雑誌『花とゆめ』21号に掲載）でデビュー[3][2]。
- 1997年 - 『花とゆめ』同年12号から17号まで「RIN-JIN」を連載[2]。その後20号から「世界でいちばん大嫌い」の連載を開始[2]。
- 2001年 - 『花とゆめ』同年15号にて「世界でいちばん大嫌い」の連載を終了[2]。19号より『ひつじの涙』の連載を開始[2]。
- 2003年 - 『花とゆめ』同年23号にて「ひつじの涙」の連載を終了[2]。
- 2004年 - 初の画集『日高万里 画集「ひつじの涙/世界でいちばん大嫌い」』を発売[2]。（書き下ろしイラスト多数掲載。）
- 2004年 - 『花とゆめ』同年5号から「V・B・ローズ」の連載を開始[5][2]。
- 2008年 - 「V・B・ローズ」を一時休載し、「ベリーベリー」を『花とゆめ』本誌に短期連載（全3巻）[2]。
- 2009年 - 『花とゆめ』同年6号にて「V・B・ローズ」の連載を終了[5][2]。18号から「ベリーベリー」の連載を開始。
- 2010年 - 『花とゆめ』同年12号を最後に「ベリーベリー」の連載を中断、20号から「天使1/2方程式」の連載を開始[2]するも、24号掲載分を最後に中断。
- 2011年 - 『花とゆめ』同年8号にて「天使1/2方程式」の連載を、偶数号のみ掲載という形で再開。
- 2018年 - 掲載を『花とゆめ』から『マンガPark』に移行。現在「天使1/2方程式」を毎週土曜日更新（おまけマンガ含む）。
- 2021年 - デビュー25周年を記念し、原画展「デビュー25周年記念 日高万里 原画展」を開催[6]。

## 作品リスト
- 秋吉家シリーズ

1. 365日の恋人（全1巻）
2. 終わらない恋のために（全1巻）
3. ありのままの君でいて（全1巻）
4. 詩を聴かせて（全1巻）
5. 世界でいちばん大嫌い（全13巻）

- 時間屋（全1巻）
- RIN-JIN（全1巻）
- ひつじの涙（全7巻）
- V・B・ローズ（全14巻）
- 秋吉家シリーズ完全版（全2巻）
- ベリーベリー（全3巻）
- お気に召すまま?（全1巻）
- 天使1/2方程式（既刊12巻）

## 作風
- 初期の頃から、大所帯の家庭の一人を取り上げて、ストーリーを展開させていく。いわゆるスター制度を取っていた。
- 家族愛（特に兄弟愛）を題材としたストーリーを頻繁に描く。
- 絵柄は初期に比べてより少女漫画的な絵に変化している。主要キャラクターは周囲が見惚れる程の美少女、美少年設定として描かれることが多い（代表作である秋吉家シリーズの兄弟全員は美男美女設定）。

## エピソード・他
- 2006年11月22日（水）- 11月26日（日）「新宿スペース107」で行われた舞台「壊れた時計が動くとき」は『時間屋』をベースに作られた話である。出演者は『世界でいちばん大嫌い』のドラマCDで本庄徹の声を演じた伊藤健太郎他。
- アシスタント達との関係などを面白くミニストーリーにまとめることが多く、単行本の巻末には「日高万里の日常天国」というおまけページが設けられている。
- 健康状態が優れず、病気のためにたびたび休載を余儀なくされている（「日高万里の日常天国」では本人の病気ネタがたびたび描かれている）。その影響により、『花とゆめ』2011年8号からは本人の体調に配慮して偶数号のみ掲載という変則的な形の連載が認められたが、それでも平均2〜3ヶ月程度の休載は珍しくなかった上、弾発指[7]のためペンを握ることもできない状態になり、2015年22号を最後に『花とゆめ』での創作活動は中断となった（本人のブログ2017年2月2日記事より）。
- 2018年より白泉社漫画アプリ『マンガPark』に移籍。以後は不定期という形をとり、治療を続けながら2019年12月現在毎週土曜日定期更新という形をとって活動を続けている。